# Swoope
Lawrence Allen Swoope II, noto semplicemente come Swoope (Akron, 2 aprile 1986), è un rapper statunitense.

## Biografia
Swoope ha piazzato la sua prima entrata nel Billboard 200 nell'agosto 2014 con Sinema, terzo album in studio. Sono poi usciti i dischi Sonshine (2018), 24 (2021) e We Go On (2024).

## Discografia

### Album in studio
- 2012 – Wake Up
- 2014 – Sinema
- 2018 – Sonshine
- 2021 – 24
- 2024 – We Go On

### EP
- 2019 – Two for One

### Singoli
- 2017 – Lambo
- 2019 – MVP (feat. Jaylon Ashaun)
- 2019 – Another Win (feat. KB)
- 2021 – 24 (feat. Aha Gazelle & Miguel Fresco)
- 2021 – No Grease
- 2021 – Cuz We Can (feat. Gold Frame & Natalie Lauren)
- 2021 – Good Day (con DJ Promote)
- 2022 – We Go On (con JohnO feat. Solomon Headen & Ashley Merrell)
- 2022 – Work Real Hard (con JohnO feat. Jackie Hill Perry)